# Kolarstwo na Letnich Igrzyskach Olimpijskich 1932 – 1 km na czas mężczyzn
Konkurencja wyścig na 1 km na czas ze startu zatrzymanego podczas X Letnich Igrzysk Olimpijskich została rozegrana 1 sierpnia 1932 roku na drewnianym torze zbudowanym na stadionie Rose Bowl w Pasadenie. Wystartowało 9 zawodników z 9 krajów.

## Wyniki
| Pozycja | Zawodnik           | Kraj              | 1 okrążenie | 2 okrązenie | Czas   |
| ------- | ------------------ | ----------------- | ----------- | ----------- | ------ |
| 1.      | Dunc Gray          | Australia         | 27,7        | 52,5        | 1:13,0 |
| 2.      | Jacobus van Egmond | Holandia          | 30,2        | 54,6        | 1:13,3 |
| 3.      | Charles Rampelberg | Francja           | 27,9        | 52,4        | 1:13,4 |
| 4.      | William Harvell    | Wielka Brytania   | 28,6        | 54,3        | 1:14,7 |
| 4.      | Luigi Consonni     | Włochy            | 27,9        | 53,2        | 1:14,7 |
| 6.      | Lew Rush           | Kanada            | 28,1        | 54,1        | 1:15,6 |
| 7.      | Harald Christensen | Dania             | 29,5        | 55,0        | 1:16,0 |
| 8.      | Bernard Mammes     | Stany Zjednoczone | 29,0        | 56,0        | 1:18,0 |
| 9.      | Ernesto Grobet     | Meksyk            | 31,9        | 60,1        | 1:25,2 |